# Mao Asada
Mao Asada (jap. 浅田 真央, Asada Mao; * 25. September 1990 in Nagoya) ist eine ehemalige japanische Eiskunstläuferin, die im Einzellauf startete. Sie ist die Weltmeisterin von 2008, 2010 und 2014.
Mao Asada galt als „Wunderkind“ im Eiskunstlaufen. Mit 12 Jahren versuchte sie das erste Mal bei den Japanischen Meisterschaften einen dreifachen Axel. Asada ist außerdem die erste Frau, die zwei dreifache Axel im selben Programm bei einem ISU-Wettbewerb gestanden hat. Sie erreichte dies beim 2008–2009 Grand Prix of Figure Skating Finale. Sie hat bereits drei Grand-Prix-Finale gewonnen. An den Olympischen Winterspielen 2006 in Turin durfte sie nicht teilnehmen, weil sie mit 14 Jahren am entscheidenden Stichtag zu jung war.
2007 errang Asada bei den Weltmeisterschaften im eigenen Land die Silbermedaille hinter ihrer Mannschaftskollegin Miki Andō. Die bisher erfolgreichste Saison absolvierte sie im Winter 2007/08, als sie die Trophée Eric Bompard gewann und bei den Vier-Kontinente-Meisterschaften und bei Skate Canada jeweils den ersten Platz belegte. Wenig später konnte Asada auch die Welttitelkämpfe 2008 im schwedischen Göteborg für sich entscheiden, als sie durch ihre Kürleistung die nach dem Kurzprogramm führende italienische Europameisterin Carolina Kostner auf Platz zwei verwies. Ähnlich erfolgreich war sie auch 2009/10, als sie ebenfalls Vier-Kontinente-Meisterin und Weltmeisterin wurde sowie hinter Kim Yu-na die Silbermedaille bei den Olympischen Winterspielen holte. Asada ist sechsfache japanische Meisterin (2006–2009, 2011–2012).
Ihre Schwester Mai war ebenfalls Eiskunstläuferin, die bei Juniorenweltmeisterschaften zwei Mal den vierten Rang belegen konnte.

## Karriere

### Saison 2005/2006
Nachdem sie schon im Juniorenbereich sehr erfolgreich war, wechselte Asada in der Saison 2006–2006 zu den Senioren und nahm an der Grand Prix-Serie teil. Diese Entscheidung wurde getroffen, obwohl feststand, dass Asada nicht berechtigt war an den Olympischen Winterspielen 2006 teilzunehmen, da sich die Altersbegrenzungen der Olympischen Spiele und anderer ISU Wettbewerbe von denen des Grand Prix unterschieden.
Asada trat innerhalb der Grand Prix-Serie das erste Mal im November 2005 beim Cup of China an. Sie gewann Silber und platzierte sich genau 3 Punkte vor der späteren Olympiasiegerin Shizuka Arakawa. Mao Asada gewann ihren zweiten Auftritt, die Trophée Eric Bompard, mit einer Differenz von 7.30 Punkten vor Sasha Cohen. Mit einer Gold- und einer Silbermedaille qualifizierte sie sich für das Grand Prix Finale 2005–2006. Sie gewann diese Veranstaltung mit einem Vorsprung von 8.14 Punkten auf die zuvor zwei Jahre lang ungeschlagenen Irina Sluzkaja.
Bei den Japanischen Meisterschaften gewann Asada die Silbermedaille hinter Fumie Suguri. Bei diesem Wettbewerb wurde Asada die erste Frau, die zwei dreifache Axel in einer Kür stand. Sie wurde nicht zu den Olympischen Spielen gesandt, weil sie noch nicht alt genug war. Stattdessen nahm sie an den Junioren-Weltmeisterschaften 2006 teil, wo sie als Titelverteidigerin gegen die Siegerin des Junioren Grand Prix Finales Kim Yu-na antrat. Asada wurde Zweite bei dieser Veranstaltung, 24.19 Punkte hinter Kim und 18.21 Punkte vor Christine Zukowski. Dort stand sie als erste Frau einen dreifachen Axel im Kurzprogramm bei einem Wettbewerb der ISU.
Während ihrer ersten zwei Jahre in der internationalen Szene wurde Asada berühmt für ihre über Kreuz gegriffene Biellmann-Pirouette.

### Saison 2006/2007

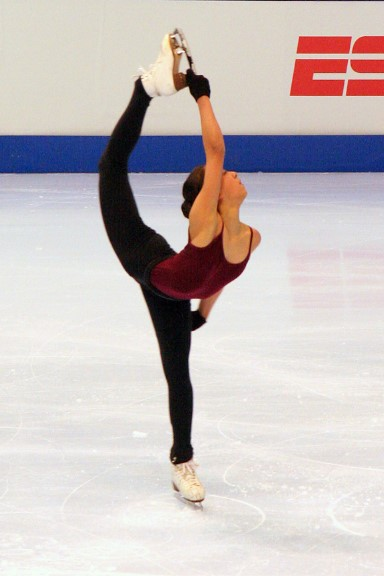
Asada zeigte eine Biellmann-Pirouette bei dem Skate America 2006.

Asada war zum Grand Prix Zirkel 2006–2007 angemeldet. Bei ihrem ersten Auftritt, dem Skate America 2006, gewann sie die Bronzemedaille hinter Miki Andō und Kimmie Meissner. Asada gewann zwar das Kurzprogramm, wurde aber nur Vierte in der Kür. Sie gewann aber ihre zweite Veranstaltung, die NHK Trophy 2006 mit einer Führung von 20.21 vor Fumie Suguri. Bei diesem Event stellte Asada einen neuen Weltrekord auf für die höchste Endpunktzahl in Damenwettbewerben. So qualifizierte sich Asada für das Grand Prix Finale. Sie wurde Zweite hinter Kim Yu-na mit einem Abstand von 11.68 Punkten. Asada gewann wieder das Kurzprogramm, aber wie beim Skate America wurde sie in der Kür nur Vierte.
Asada gewann die Japanischen Meisterschaften 2006–2007 mit einer Führung von 26.11 Punkten vor Miki Andō und 32.04 vor Yukari Nakano. Bei den Weltmeisterschaften 2007 war Asada Fünftplatzierte im Kurzprogramm, 10.30 hinter Kim Yu-na, die die Führung nach dem Kurzprogramm übernahm. Asada siegte aber in der Kür mit einer Punktzahl von 133.13 Punkten und stellte damit einen neuen Weltrekord für die höchste Kür-Punktzahl auf. Dieser Rekord sollte acht Monate bestehen bleiben. Am Ende gewann sie die Silbermedaille mit einer Punktzahl von 194.95, 0.64 hinter der neuen Weltmeisterin Miki Andō und 8.31 Punkte vor der Drittplatzierten Kim Yu-na.

### Saison 2007/2008

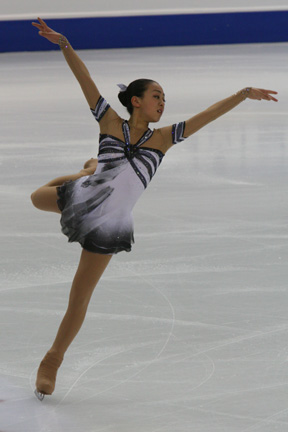
Asada trat mit ihrer Fantaisie-Impromptu Kür beim Grand Prix Finale 2007–2008 an.

In der Saison 2007–2008 trat Mao Asada zum ersten Mal beim Skate Canada an. Dort gewann sie die Veranstaltung vor Nakano. Obwohl sie nur das drittplatzierte Kurzprogramm gelaufen war siegte sie in der Kür. Asada gewann auch ihren zweiten Grand Prix, die Trophée Bompard 2007. So qualifizierte sie sich für das Grand Prix Finale. Im Kurzprogramm sprang sie einen Pflichtsprung wegen leichter Unsicherheiten in der vorangehenden Schrittfolge nicht, bekam somit eine Punktzahl von lediglich 59.04 und wurde letzte. Aber sie siegte abermals in der Kür und gewann letztendlich Silber hinter Kim Yu-na, die ihren Titel verteidigte. Trotz des großen Fehlers im Kurzprogramm war Asada nur 5.24 Punkte vom Sieg entfernt und lag 12.66 Punkte vor Bronzemedaillistin Carolina Kostner.
Wie im vorherigen Jahr gewann Asada die Japanischen Meisterschaften mit einem kleinen Vorsprung vor der Zweitplatzierten Miki Andō. In diesem Jahr nahm Asada das erste Mal an den Vier-Kontinente-Meisterschaften teil. Asada gewann beides, Kür und Kurzprogramm und beendete den Wettbewerb mit einem Vorsprung von 13.71 Punkten auf die Zweitplatzierte Joannie Rochette. Vor dieser Veranstaltung trennte sich Asada von ihrem Trainer und nahm an den Weltmeisterschaften ohne Trainer teil.
Am 20. März 2008 gewann Mao Asada die Weltmeisterschaft, obwohl sie in beiden Programmen nur zweite war. Im Kurzprogramm lag sie aber mit 64.10 Punkten nur 0.18 Punkte hinter Carolina Kostner. In der Kür stürzte sie zu Beginn bei ihrem Dreifachaxelversuch. Doch sie gab ein grandioses Comeback und stand zwei dreifach-dreifach Kombinationen. So erhielt sie 121.26 Punkte für ihre Kür und 185.56 Punkte in der Gesamtwertung.

### Saison 2008/2009

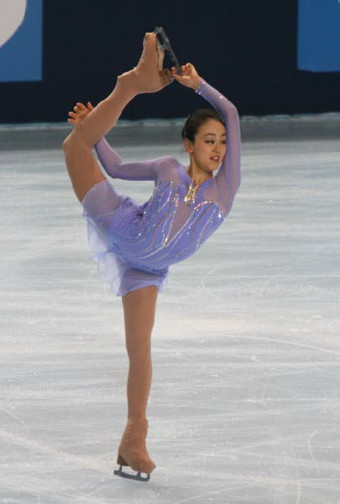
Asada bei ihrer Spiralenschrittfolge während des Kurzprogramms Clair de Lune beim Trophée Eric Bompard 2008.

Im Grand Prix 2008–2009 nahm Asada an der Trophée Eric Bompard 2008 und an der NHK Trophy 2008 teil. In Paris gewann sie Silber mit einer Gesamtpunktzahl von 167.59 Punkten, 12.54 Punkte hinter Joannie Rochette. Doch beim zweiten Grand Prix gewann sie mit 191.13 Punkten und qualifizierte sich damit für das Grand Prix Finale.
Beim Grand Prix Finale wurde Asada zweite im Kurzprogramm mit einer Punktzahl von 65.39 Punkten, 0.56 Punkte hinter Kim Yu-na. Mit 123.17 Punkten gewann sie die Kür und das gesamte Event. Dabei schrieb sie Geschichte, indem sie zwei dreifache Axel (einer in Kombination mit einem doppelten Toeloop) als erste Frau in einem internationalen Wettbewerb stand.
Asada kam als Titelverteidigerin zu den Vier-Kontinente-Meisterschaften nach Vancouver. Dennoch lief sie ein nur sechstplatziertes Kurzprogramm mit 57.86 Punkten, im Vergleich zur führenden Kim Yu-na mit 72.24 Punkten. Aber Mao Asada fand sich wieder im Medaillen-Wettbewerb mit 118.66 Punkten in ihrer Kür. Beim ersten Versuch eines dreifachen Axels riss sie zu einem einfachen auf, stand aber den zweiten erfolgreich und verdiente sich damit 8.80 Punkte. So gewann sie Bronze in der Gesamtwertung hinter Joannie Rochette und Kim Yu-na. Eine ähnliche Situation ergab sich bei den Weltmeisterschaften in Los Angeles. Miki Andō wurde Dritte, Joannie Rochette Zweite und Kim Yu-na gewann ihren ersten Weltmeistertitel.
Erst auf dem vierten Platz mit einer Gesamtpunktzahl von 188.09 fand man Asada wieder, die bei ihrem zweiten dreifachen Axel gestürzt war. Dies war die erste Platzierung neben dem Podium in ihrer internationalen Karriere für Mao Asada.
Am Ende der Saison nahm Asada an der Worlds Team Trophy 2009 teil. Im Kurzprogramm bekam sie 75.84 Punkte, eine neue persönliche Bestleistung und sie führte im Damenwettbewerb. Sie gewann auch die Kür mit 126.03 Punkten und beendete diese Veranstaltung mit einem Sieg und 201.87 Punkten, ebenfalls eine neue persönliche Bestleistung. Das japanische Team gewann Bronze hinter den USA und Kanada.

### Saison 2009/2010

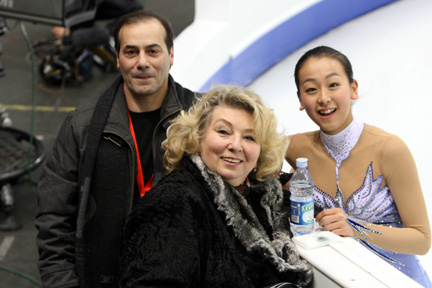
Rafael Harutjunjan (links), Tatjana Tarassowa (Mitte) und Asada beim Grand Prix Finale 2007/2008.

Im Grand Prix war Mao Asada für die Trophée Eric Bompard 2009 und den Cup of Russia (Rostelecom Cup) 2009 angemeldet. Ihr Saisonauftakt bei den Grand Prix-Wettbewerben war schwach. In Paris landete sie auf Platz zwei, 36.04 Punkte hinter der Koreanerin Kim Yu-na. Beim Cup of Russia erreichte sie lediglich den fünften Rang, nachdem sie nur zwei Dreifachsprünge in der Kür gestanden hatte. In beiden Wettbewerben versuchte sie jeweils drei Dreifach-Axel zu springen (einen im Kurzprogramm, zwei in der Kür), doch von den insgesamt sechs Versuchen war nur einer erfolgreich. Mit diesen Platzierungen war sie nicht in der Lage, sich für das Grand Prix-Finale zu qualifizieren. Nun hatte sie zwei ganze Monate Zeit, sich zu regenerieren und sich voll und ganz auf das Training zu konzentrieren. In der Presse wurde das Duo Asada und ihre Trainerin Tarassova stark kritisiert.
Bei den japanischen Meisterschaften, wo es für sie um die Qualifikation für die Olympischen Spiele 2010 ging, gab sie ein großartiges Comeback. Sie lieferte zwei fehlerfreie Programme und erlangte schließlich 204.62 Punkte, trotz Abwertungen, weil sie einige ihrer Sprünge nicht vollständig gedreht hatte. Mit dem Sieg über Akiko Suzuki stand fest, dass sie ein Mitglied des Olympiateams sein würde. Die beiden anderen Olympiastartplätze erhielten Miki Andō und Akiko Suzuki. Ihre gute Form konnte Mao Asada auch durch den erneuten Gewinn der Vier-Kontinente-Meisterschaft bestätigen. Bei den Olympischen Spielen in Vancouver errang sie hinter Kim Yu-na die Silbermedaille mit insgesamt drei sauberen Dreifach-Axeln in Kurzprogramm und Kür und erreichte damit einen weiteren Weltrekord.
Bei den Weltmeisterschaften in Turin holte sie Gold, nachdem sie im Kurzprogramm auf Platz zwei hinter der Amerikanerin Mirai Nagasu gelegen hatte. Sie lief beide Programme fehlerfrei, doch im Nachhinein wurden zwei ihrer dreifachen Axel (einer im Kurzprogramm, einer in der Kür) auf einen doppelten herunter gewertet, da sie nicht vollständig rotiert waren. Daher kam auch die vergleichsweise niedrige Punktzahl in der Kürwertung mit 129.50 Punkten. Kim Yu-na erreichte den zweiten Rang und Laura Lepistö aus Finnland landete auf Platz drei.

### Saison 2010/2011
In dem Grand-Prix 2010–2011 war Mao Asada für die Trophée Eric Bompard 2010 und die NHK Trophy 2010 gemeldet. Bei der NHK Trophy 2010 platzierte sie sich nach dem Kurzprogramm auf dem achten Rang mit 47.95 Punkten. Sie machte Fehler bei allen drei Sprungelementen, landete vorwärts beim dreifachen Axel, sprang ihren Flip nur einfach; der dreifache Rittberger in ihrer Kombination mit einem doppelten Rittberger wurde wegen fehlender Rotation abgewertet. Auch in der Kür machte Mao Asada Fehler bei fünf ihrer sieben Sprungelemente. Sie stand lediglich einen dreifachen Salchow und einen dreifachen Rittberger; so lief sie auch nur die achte Kür mit 85.45 Punkten und belegte in der Gesamtwertung mit 133.40 Punkten ebenfalls den achten Rang.
Im September 2010 erklärte Asada Nobuo Satō zu ihrem neuen Trainer, nachdem sie sich nach den Weltmeisterschaften 2010 von Tatjana Tarassowa getrennt hatte. Außerdem arbeitete Asada seit August 2010 an der Umstellung ihrer Sprungtechnik, um in Zukunft mehr Zusatzpunkte zum Basiswert eines Sprungs erhalten zu können. Diese Umstellung einer jahrelang eingeübten Technik ist ein mühsamer Prozess, der ein bis zwei Jahre andauern kann. Bis zur Vollendung sind die Sprünge häufig instabil und oft nur im Training zu stehen. Das erklärt auch Asadas vergleichsweise schlechte Leistung in der Grand-Prix-Serie. Bei den japanischen Meisterschaften wie auch bei den Vier-Kontinente-Meisterschaften gewann sie die Silbermedaille hinter Miki Andō.

### Saison 2011/2012
Asada qualifizierte sich mit einem Sieg beim Cup of Russia und dem zweiten Platz bei der NHK Trophy erstmals nach drei Jahren für das Grand-Prix-Finale. Sie zog ihre Meldung jedoch kurzfristig aufgrund der schweren Erkrankung ihrer Mutter zurück. Ihre Mutter starb an Leberzirrhose während Asada sich auf dem Rückflug nach Japan befand. Nur zwei Wochen nach dem Tod ihrer Mutter wurde Asada ein weiteres Mal Japanische Meisterin und belegte später in der Saison bei der Vier-Kontinente-Meisterschaft den zweiten Platz hinter der US-Amerikanerin Ashley Wagner. Die Weltmeisterschaft beendete sie wie im Vorjahr auf dem sechsten Platz.

### Saison 2012/2013
Asada startete in die Saison mit einem Sieg beim Cup of China, den sie erstmals für sich entscheiden konnte. Sie gewann auch die NHK Trophy. So qualifizierte sie sich souverän für das Grand-Prix-Finale in Sotschi, dass sie ebenfalls unangefochten für sich entschied.
Außerdem entschied Asada zum sechsten Mal in ihrer Karriere die nationalen Meisterschaften für sich und qualifizierte sich so für die Vier-Kontinente-Meisterschaften und die Weltmeisterschaften.
Mao Asada führte ihre Siegesserie fort, indem sie bei den Vier-Kontinente-Meisterschaften mit rund 15 Punkten Vorsprung vor ihrer Landsfrau Akiko Suzuki siegte. Im Kurzprogramm zeigte sie nach längerer Zeit wieder einen perfekten Dreifachen Axel und wurde mit einer Punktzahl von 74.49 dafür belohnt. Diese Wertung war die höchste Wertung für ein Kurzprogramm der Damen seit den Olympischen Spielen 2010. Asada konnte ihren ersten Platz in der Kür verteidigen, welche sie mit mehr als 6 Punkten Vorsprung für sich entschied. So erreichte sie eine Gesamtpunktzahl von 205.45 Punkten und verfehlte damit nur knapp ihre persönliche Bestleistung.
Bei den Weltmeisterschaften 2013 im kanadischen London erreichte Mao Asada den dritten Rang. Sie kam nach einem enttäuschenden Kurzprogramm, in dem sie den dreifach geplanten Rittberger nur einfach sprang und danach mit 62.10 Punkten lediglich auf dem sechsten Platz lag, mit der zweitbesten Kür (134.37 Punkte) und einer neuen persönlichen Bestleistung zurück. Mit insgesamt 196.47 Punkten landete sie hinter Kim Yu-na und Carolina Kostner erstmals seit 2010 wieder auf dem Podium bei Weltmeisterschaften.

### Saison 2013/2014
Mao Asada plante, nach den Olympischen Winterspielen 2014 in Sotschi vom Profisport zurückzutreten. Für Asada begann die Grand-Prix-Saison 2013 in Detroit beim Skate America 2013. Dort erzielte sie 204.55 Punkte in der Gesamtwertung, was ihr auch den Sieg einbrachte. Die hohe Punktzahl setzte sich aus dem nahezu fehlerfreien Kurzprogramm mit 73.18 Punkten und einer soliden Kürleistung mit 131.37 Punkten zusammen. Mit dem Sieg beim Skate America ist Mao Asada nun die erste Einzelläuferin, männlich oder weiblich, die in ihrer Karriere alle sechs Grands Prix sowie das Grand Prix Finale für sich entscheiden konnte. Bei den Olympischen Spielen 2014 lag sie nach einem verpatzten Kurzprogramm auf einem für ihre Verhältnisse desaströsen 16. Rang. Mit der drittbesten Kür konnte sie sich noch auf den sechsten Gesamtrang verbessern. Sie trat nun doch nicht zurück, sondern gewann einige Wochen später bei den Weltmeisterschaften in ihrem Heimatland Japan in Saitama verdient und deutlich zum dritten Mal den Weltmeistertitel.

### 2017
Am 10. April erklärte Asada auf ihrem Blog, dass sie ihre Sportlerkarriere beendet.

## Ergebnisse

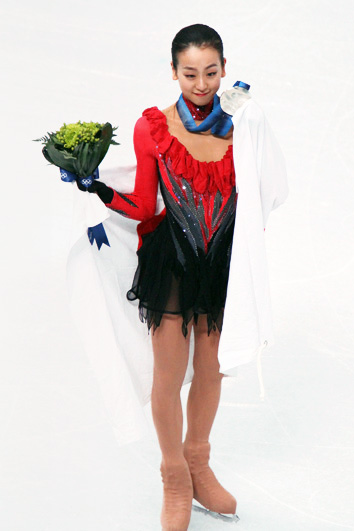
Asada bei der Siegerehrung der Olympischen Spiele 2010.

| Meisterschaft/Jahr              | 2003    | 2004    | 2005    | 2006    | 2007    | 2008    | 2009    | 2010    | 2011    | 2012    | 2013    | 2014    |
| ------------------------------- | ------- | ------- | ------- | ------- | ------- | ------- | ------- | ------- | ------- | ------- | ------- | ------- |
| Olympische Winterspiele         |         |         |         |         |         |         |         | 2.      |         |         |         | 6.      |
| Weltmeisterschaften             |         |         |         |         | 2.      | 1.      | 4.      | 1.      | 6.      | 6.      | 3.      | 1.      |
| Vier-Kontinente-Meisterschaften |         |         |         |         |         | 1.      | 3.      | 1.      | 2.      | 2.      | 1.      |         |
| World Team Trophy               |         |         |         |         |         |         | 3.      |         |         |         |         |         |
| Juniorenweltmeisterschaften     |         |         | 1.      | 2.      |         |         |         |         |         |         |         |         |
| Japanische Meisterschaften      | 7. J    | 8. J    | 1. J    | 2.      | 1.      | 1.      | 1.      | 1.      | 2.      | 1.      | 1.      | 3.      |
| -                               |         |         |         |         |         |         |         |         |         |         |         |         |
| Grand-Prix-Wettbewerb/Saison    | 2002/03 | 2003/04 | 2004/05 | 2005/06 | 2006/07 | 2007/08 | 2008/09 | 2009/10 | 2010/11 | 2011/12 | 2012/13 | 2013/14 |
| Grand-Prix-Finale               |         |         |         | 1.      | 2.      | 2.      | 1.      |         |         |         | 1.      | 1.      |
| Skate America                   |         |         |         |         | 3.      |         |         |         |         |         |         | 1.      |
| Skate Canada                    |         |         |         |         |         | 1.      |         |         |         |         |         |         |
| Cup of Russia                   |         |         |         |         |         |         |         | 5.      |         | 1.      |         |         |
| NHK Trophy                      |         |         |         |         | 1.      |         | 1.      |         | 8.      | 2.      | 1.      | 1.      |
| Trophée Eric Bompard            |         |         |         | 1.      |         | 1.      | 2.      | 2.      | 5.      |         |         |         |
| Cup of China                    |         |         |         | 2.      |         |         |         |         |         |         | 1.      |         |

- J = Junioren

## Programme

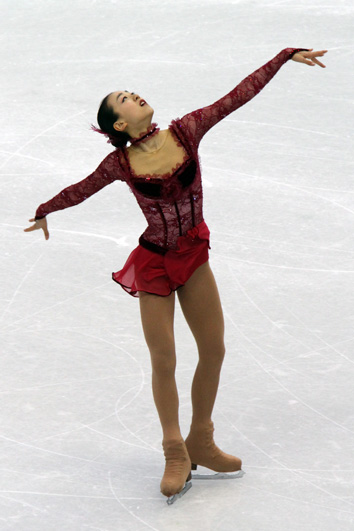
Asada während ihres Kurzprogrammes zur Musik des Walzers Masquerade bei den Olympischen Spielen 2010.

| Saison    | Kurzprogramm | Kür                                                                                                | Galaprogramm |
| --------- | --- | -------------------------------------------------------------------------------------------------- | --- |
| 2013–2014 | Nocturne No. 2 Op. 9–2 in e-Moll von Frédéric Chopin Choreographie von Lori Nichol                                                   | 2. Klavierkonzert von Sergei Rachmaninoff Choreographie von Tatjana Tarassowa                      | Smile von Charlie Chaplin Choreographie von Lori Nichol |
| 2012–2013 | I Got Rhythm von George Gershwin Choreographie von Lori Nichol                                                                       | Schwanensee von Pyotr Ilyich Tchaikovsky Choreographie von Tatjana Tarassowa                       | Mary Poppins Choreographie von Lori Nichol |
| 2011–2012 | Scheherazade von Nikolai Rimski-Korsakow Choreographie von Tatjana Tarassowa                                                         | Liebesträume von Franz Liszt Choreographie von Lori Nichol                                         | I Vow to Thee My Country von Libera Choreographie von Lori Nichol Waltz Op. 64 No. 2 by Frédéric Chopin Choreographie von Tatjana Tarassowa                                  |
| 2010–2011 | Tango von Alfred Schnittke Choreographie von Tatjana Tarassowa                                                                       | Liebesträume von Franz Liszt Choreographie von Lori Nichol                                         | Ballade No. 1 in g-Moll, Op. 23, CT. 2 von Frédéric Chopin Choreographie von Tatjana Tarassowa                                                                               |
| 2009–2010 | Masquerade von Aram Khachaturian Choreographie von Tatjana Tarassowa                                                                 | Prelude Op. 3 No. 2, in cis-Moll von Sergei Rachmaninov Choreographie von Tatjana Tarassowa        | Caprice von Niccolò Paganini Choreographie von Tatjana Tarassowa |
| 2008–2009 | Clair de Lune von Claude Debussy Choreographie von Lori Nichol                                                                       | Masquerade von Aram Khachaturian Choreographie von Tatjana Tarassowa                               | Por una cabeza von Carlos Gardel Scent of a Woman Soundtrack + Paya d’Ora Choreographie von Tatjana Tarassowa Sing, Sing, Sing von Louis Prima Choreographie von Lori Nichol |
| 2007–2008 | Fantasia for Violin and Orchestra aus Ladies in Lavender von Nigel Hess gespielt von Joshua Bell Choreographie von Tatjana Tarassowa | Fantaisie-Impromptu suite von Frédéric Chopin Choreographie von Lori Nichol                        | Étude Op. 10, No. 3 (So Deep Is The Night) von Frédéric Chopin gesungen von Lesley Garrett Choreographie von Lori Nichol                                                     |
| 2006–2007 | Nocturne No. 2 Op. 9-2 in e-Moll von Frédéric Chopin Choreographie von Lori Nichol                                                   | Czardas von Vittorio Monti Choreographie von Lori Nichol                                           | Habanera aus Carmen von Georges Bizet gesungen von Filippa Giordano Choreographie von Lori Nichol                                                                            |
| 2005–2006 | Carmen von Georges Bizet Choreographie von Machiko Yamada & Mihoko Higuchi                                                           | Der Nussknacker von Pyotr Ilyich Tchaikovsky Choreographie von Lori Nichol                         | Over the Rainbow von Harold Arlen gesungen von Eva Cassidy Choreographie von Lori Nichol                                                                                     |
| 2004–2005 | Over the Rainbow von Harold Arlen Choreographie von Lea Ann Miller                                                                   | La Boutique Fantastique von Gioachino Rossini & Ottorino Respighi Choreographie von Lea Ann Miller | Pick Yourself Up von Natalie Cole Choreographie von Machiko Yamada & Mihoko Higuchi                                                                                          |
| 2003–2004 | Orchestral Suite aus My Girl 2 von Cliff Eidelman                                                                                    | Waltz-Scherzo in C-Dur Op. 34 von Pyotr Ilyich Tchaikovsky                                         | Habanera aus Carmen von Georges Bizet |
| 2002–2003 | Say Hey Kids | Inca Dance and Andes von Cusco                                                                     | |